# 용인휴게소

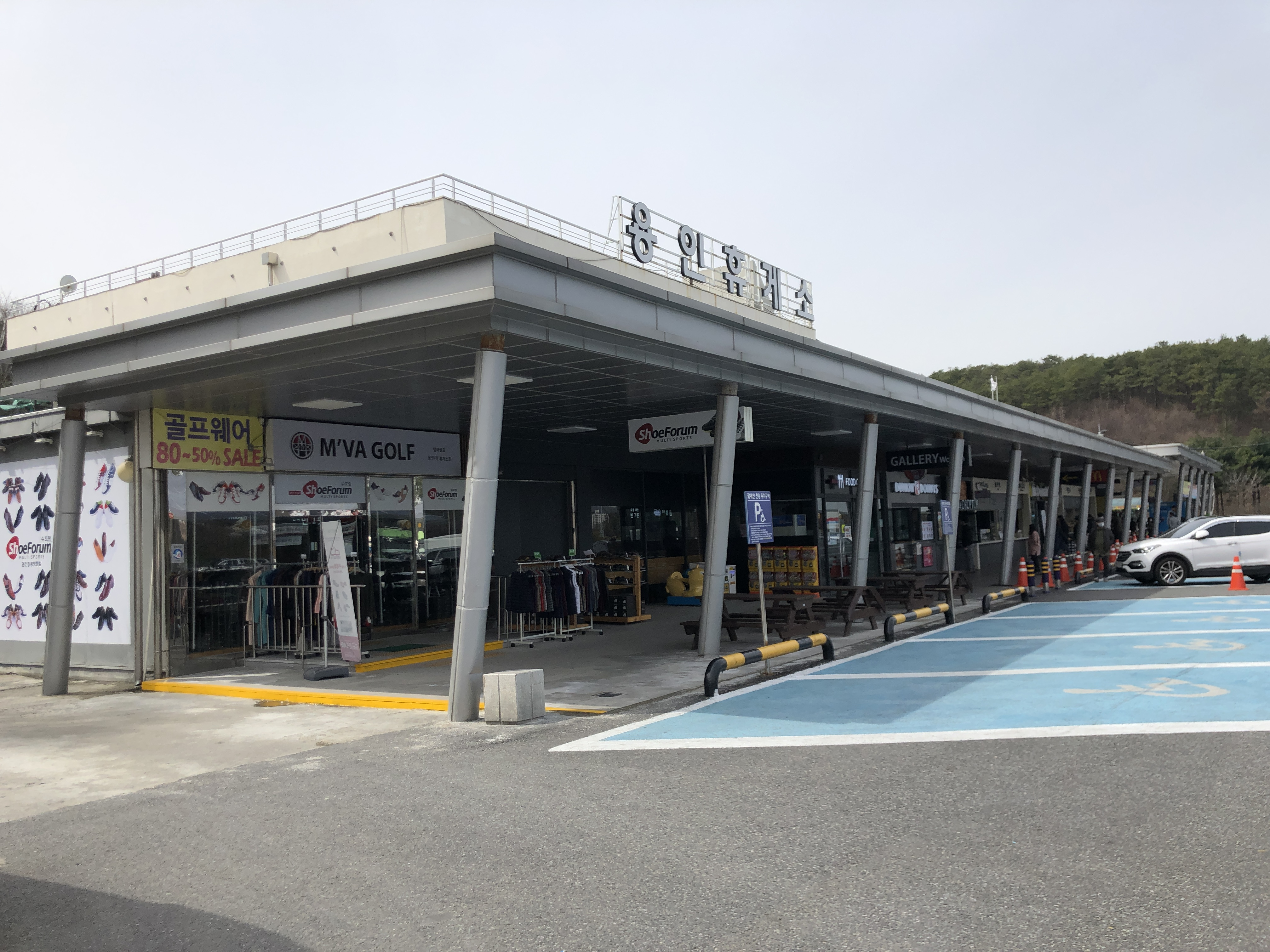
용인휴게소 강릉방향

용인휴게소(龍仁休憩所, Yongin Service Area)는 경기도 용인시 처인구 고림동에 위치한 영동고속도로의 고속도로 휴게소이다. 양방향 모두 휴게소가 존재한다. 인천 방향의 경우 이 휴게소를 지나칠 경우, 안산휴게소까지 달려야 화장실, 편의점등 이용이 가능하다.

## 시설
- 주유소:알뜰주유소
- LPG 충전소:E1 LPG
- 화장실
- 식당
- 매점
- 주차장
- 현금 자동 입출금기

## 전후
- 마성 나들목→용인휴게소→용인 나들목
- 안산휴게소→용인휴게소→덕평자연휴게소